# NGC 1848
NGC 1848 (również ESO 56-SC68) – gromada otwarta, znajdująca się w gwiazdozbiorze Góry Stołowej. Należy do Wielkiego Obłoku Magellana. Odkrył ją John Herschel 26 listopada 1834 roku.